# Partido Socialista Obrero Español de La Rioja
El Partido Socialista Obrero Español de La Rioja, conocido como PSOE La Rioja, es la federación regional del PSOE tiene en La Rioja (España). El máximo representante del PSOE de la Rioja es su secretario general, Javier García elegido como tal el 16 de diciembre de 2024.
Su organización juvenil son las Juventudes Socialistas de La Rioja (JSR).

## Presidencia de la Comunidad Autónoma
El PSOE La Rioja gobernó la Comunidad Autónoma por primera vez entre 1983 y 1987, con Antonio Rodríguez Basulto (1983) como presidente provisional y José María de Miguel Gil tras las primeras elecciones autonómicas de 1983. Después de las elecciones de 1987, perdió la presidencia tras un pacto entre Alianza Popular y el Partido Riojano Progresista, aunque en enero de 1990 vuelve a la presidencia tras una moción de censura con José Ignacio Pérez Sáenz y forma un gobierno de coalición con el PRP. El PSOE seguiría gobernando tras las elecciones de 1991, repitiendo la coalición con el PR.
En 1995, el PSOE vuelve a perder el gobierno de la comunidad tras una mayoría absoluta del Partido Popular. Entre 1995 y 2015 se sucedieron mayorías absolutas del PP y entre 2015 y 2019, gobernó en minoría con el apoyo de Ciudadanos. Tras las elecciones de 2019, el Partido Socialista de La Rioja regresó al gobierno tras ganar las elecciones de 2019, en coalición con la única diputada de Podemos y el apoyo de la diputada de IU.

## Líderes del PSOE de La Rioja
|    | Secretario general          | Periodo         |
| -- | --------------------------- | --------------- |
| 1. | Javier Sáenz de Cosculluela | 1978-1981       |
| 2. | Ángel Martínez Sanjuán      | 1981-2000       |
| 3  | Francisco Martínez-Aldama   | 2000-2012       |
| 4. | César Luena                 | 2012-2017       |
| 5. | Francisco Ocón              | 2017-2021       |
| 6. | Concha Andreu               | 2021-2024       |
| 7. | Javier García Ibáñez        | 2024-actualidad |

## Resultados

### Ámbito regional
| Elecciones | Candidato                      | Votos       | % de votos | Escaños | +/-         | Posición                                 |
| ---------- | ------------------------------ | ----------- | ---------- | ------- | ----------- | ---------------------------------------- |
| 1983       | José María de Miguel           | 63 848 (#1) | 47,55 %    | 18/35   |             | Gobierno mayoritario                     |
| 1987       | Alicia Izaguirre Albiztur      | 57 178 (#1) | 39,64 %    | 14/33   | 4           | Oposición (1987-1990)                    |
| 1987       | Alicia Izaguirre Albiztur      | 57 178 (#1) | 39,64 %    | 14/33   | 4           | Gobierno de coalición con PR (1990-1991) |
| 1991       | José Ignacio Pérez Sáenz       | 60 843 (#1) | 43,08 %    | 16/33   | 2           | Gobierno de coalición con PR             |
| 1995       | José Ignacio Pérez Sáenz       | 56 335 (#2) | 34,69 %    | 12/33   | 4           | Oposición                                |
| 1999       | José Ignacio Pérez Sáenz       | 55 144 (#2) | 35,31 %    | 13/33   | 1           | Oposición                                |
| 2003       | Juan Francisco Martínez-Aldama | 66 410 (#2) | 38,92 %    | 14/33   | 1           | Oposición                                |
| 2007       | Juan Francisco Martínez-Aldama | 69 858 (#2) | 41,12 %    | 14/33   | Sin cambios | Oposición                                |
| 2011       | Juan Francisco Martínez-Aldama | 50 169 (#2) | 31,18 %    | 11/33   | 3           | Oposición                                |
| 2015       | Concepción Andreu              | 43 689 (#2) | 26,74 %    | 10/33   | 1           | Oposición                                |
| 2019       | Concepción Andreu              | 63 068 (#1) | 38,67 %    | 15/33   | 5           | Gobierno de coalición con Podemos        |
| 2023       | Concepción Andreu              | 53 295 (#2) | 31,92 %    | 12/33   | 3           | Oposición                                |

### Ámbito nacional
| Elecciones     | Votos       | % de votos | Escaños |
| -------------- | ----------- | ---------- | ------- |
| 1977           | 36 186 (#2) | 26,29 %    | 1/4     |
| 1979           | 39 245 (#2) | 29,13 %    | 1/4     |
| 1982           | 67 781 (#1) | 43,45 %    | 2/4     |
| 1986           | 65 151 (#1) | 43,92 %    | 2/4     |
| 1989           | 58 678 (#2) | 39,7 %     | 2/4     |
| 1993           | 64 037 (#2) | 37,6 %     | 2/4     |
| 1996           | 65 311 (#2) | 36,65 %    | 2/4     |
| 2000           | 59 171 (#2) | 34,87 %    | 1/4     |
| 2004           | 81 390 (#2) | 43,97 %    | 2/4     |
| 2008           | 82 032 (#2) | 43,63 %    | 2/4     |
| 2011           | 54 066 (#2) | 31,09 %    | 1/4     |
| 2015           | 41 973 (#2) | 23,69 %    | 1/4     |
| 2016           | 42 010 (#2) | 24,29 %    | 1/4     |
| Abril 2019     | 57 307 (#1) | 31,69 %    | 2/4     |
| Noviembre 2019 | 57 485 (#1) | 34,85 %    | 2/4     |
| 2023           | 61 916 (#2) | 35,74 %    | 2/4     |